# 爨宝子碑
爨宝子碑（さんぽうしひ）とは、中国東晋代の大亨4年＝義熙元年（405年）に建てられた地元豪族の墓碑。次代にあたる宋の「爨龍顔碑」とともに「二爨碑」と呼ばれ、こちらの方が小さいことから「小爨」とも呼ばれる。
紙による法帖が一般的な六朝にあって、数少ない金石文として知られている。
碑は現在雲南省曲靖市の曲靖第一中学校内に厳重に保存されている。

## 被葬者と建碑の事情
被葬者である爨宝子は正史に記録がないが、碑文によれば字は同じく宝子といい、建寧郡（現在の雲南省）に生まれた。爨氏は漢民族を自称しているが、『新唐書』南蛮伝に「西爨白蛮」「東爨黒蛮」と見えることを始めとして「南蛮」扱いされているふしがあり、その素性については定説を見ていない。
幼い頃より聡明であり、長じて州の主簿（書記官）となった。のちに治中、別駕（いずれも刺史の補佐官）を経て、州によって中央に推挙され太守となった。しかしすぐに病を得て死去。享年23であった。
宝子に対する伝記は以上の程度であり、通常書かれている没年すら不明の状態である。また建碑も年月が大亨4年＝義熙元年（405年）4月上旬であることが記されているだけで経緯までは書かれておらず、詳しい事情を伺うことは不可能である。
なお建碑年の「大亨4年」は存在しない年号である。これについては当地が辺境であって改元の情報がなかなか伝わりにくかったためと見られている。また「大亨」は東晋を簒奪した桓玄政権下での年号で、東晋王朝復活後に廃されたものであり、その辺りの政治的混乱も関係していると見られる。

## 碑文と書風
碑文は隷書と楷書の中間のような独特の書体で、1行30字、全13行。碑額には本文と同じ書体で「晋故振威将軍建寧太守爨府君之墓」と記されている。
内容は被葬者・爨宝子については軽く触れるにとどめており、前述の通り没年の表記すら存在しない上、具体的な功績についても書かれていない。そのほとんどは形式的とも言ってよい讃美に終始しており、出自となった氏族の系譜や生前の功績が具体的に書かれるこの時代の墓碑銘・墓誌銘には珍しく、内容があるとは言えないものとなっている。これについては、宝子がほとんど功績を残さないままに夭折したためと思われる。
書風については極めて特殊である。隷書のような波磔（はたく、隷書独特の払い）や近似した書体が見られる一方、楷書のように正方形の辞界に収まる字形を取っており、隷書と楷書の中間のような書風となっている。隷書から楷書への過渡期の字形であるが、現在では当時石刻に用いるために使われていた装飾字体の一種として使用されたものと見られている。
異体字や俗字が極めて多く、緊密でありながら大胆、躍るかのような明快な雰囲気を持つその書風は、王羲之などが華麗な行書をものする一方で、辺境の雲南地方ではこのような独特のアレンジが行われていたということを示すものであり、当時の南朝書道界の多様性を表す貴重な書蹟である。

## 研究と評価
この碑が出土したのは清の乾隆43年（1778年）のことであるが、その詳しい出土地や状況は分かっていない。世に知られるようになったのはさらに70年以上も後の咸豊2年（1853年）で、本格的な研究が始まったのはこれ以降である。
研究では異体字の研究と書体に眼が向いた。なかんずく書体は隷書と楷書の中間のような書体であることから注目を浴びた。この時期は隷書から楷書への移り変わりがあった時期であったものの、三国時代や西晋代の混乱で書道の流れが追いづらく、その移行については不明であった。このためちょうどその時期に刻され、まるでしつらえたように中間書体を持つ同碑は「隷書から楷書への移行の兆しを表すもの」と多くの学者がとらえるに至った。
しかし後世発見された碑から、この当時既に楷書は成立していたということが証明され、現在では「隷書から楷書への変遷の兆しを示す書体のようではあるが、この碑自体は過渡期を反映してはいない」と上述の説を半ば否定する見解で落ち着いている。